# Cantón de Saint-Nom-la-Bretèche
El cantón de Saint-Nom-la-Bretèche era una división administrativa francesa, que estaba situada en el departamento de Yvelines y la región de Isla de Francia.

## Composición
El cantón estaba formado por ocho comunas:
- Bailly
- Chavenay
- L'Étang-la-Ville
- Feucherolles
- Noisy-le-Roi
- Rennemoulin
- Saint-Nom-la-Bretèche
- Villepreux

## Supresión del cantón de Saint-Nom-la-Bretèche
En aplicación del Decreto nº 2014-214 de 21 de febrero de 2014, el cantón de Saint-Nom-la-Bretèche fue suprimido el 22 de marzo de 2015 y sus 8 comunas pasaron a formar parte; tres del nuevo cantón de Saint-Cyr-l'École, tres del nuevo cantón de Verneuil-sur-Seine, una del nuevo cantón de Le Chesnay y una del nuevo cantón de Saint-Germain-en-Laye.